# كورت هانسون
كورت هانسون (بالإنجليزية: Curt Hanson)‏ هو سياسي أمريكي، ولد في 13 أغسطس 1943 في ألجونا في الولايات المتحدة، وتوفي في 16 يونيو 2017 في فيرفيلد في الولايات المتحدة بسبب سرطان البروستاتا. حزبياً، نشط في الحزب الديمقراطي. وقد انتخب عضو مجلس نواب ولاية ايوا.